# Бометт
Бометт (фр. Beaumettes) — коммуна во французском департаменте Воклюз региона Прованс — Альпы — Лазурный Берег. Относится к кантону Горд. 

## География
Бометт расположен в 33 км к востоку от Авиньона. Соседние коммуны: Сен-Пантелеон на севере, Гу на востоке, Лакост на юго-востоке, Менерб на юге, Оппед и Мобек на юго-западе, Кустелле на западе, Кабриер-д'Авиньон на северо-западе.
Коммуна находится на границе регионального природного парка Люберон. С юга граничит с долиной Калавона.

## Демография
Население коммуны на 2010 год составляло 239 человек.
| 1962 | 1968 | 1975 | 1982 | 1990 | 1999 | 2010 |
| ---- | ---- | ---- | ---- | ---- | ---- | ---- |
| 69   | 102  | 139  | 206  | 219  | 192  | 239  |

## Достопримечательности
- Замок XVIII—XIX веков.
- Церковь Аннонсиасьон в нео-ромамском стиле, XIX век.
- Бывшая часовня, ныне здание мэрии.
- Древнеримская усадьба в Фон-де-Лу, остатки мозаики.